# Корезе Тера (Ријети)
Корезе Тера је насеље у Италији у округу Ријети, региону Лацио.
Према процени из 2011. у насељу је живело 676 становника. Насеље се налази на надморској висини од 181 м.